# Prunus vachuschtii
Prunus vachuschtii є видом сливи, що походить із Грузії.

## Використання
У Грузії його зазвичай їдять так і використовують для приготування ткемалі, терпкого соусу до м'ясних страв. Хоча він, ймовірно, є конспецифічним зі сливою Prunus cerasifera, грузини розрізняють ці два види з ботаніки та кулінарії.